# Natallja Michnevič
Natallja Vjačaslavaŭna Charaneka, coniugata Michnevič, accreditata come Natalya Mikhnevich dalla IAAF (in bielorusso Наталля Вячаславаўна Харанека-Міхневіч?; Nevinnomyssk, 25 maggio 1982), è una pesista bielorussa.
Il 12 aprile 2013 è stata trovata positiva allo stanozololo ad un test antidoping e squalificata due anni dalle competizioni fino all'11 aprile 2015.
Dal 2007 è sposata con il pesista bielorusso Andrėj Michnevič.
Il 25 novembre 2016 gli viene ritirata la medaglia d'argento olimpica, vinta alle Olimpiadi di Pechino 2008 con un lancio a 20,28 metri, dopo un test antidoping di ri-analisi dei campioni prelevati al termine della competizione. Il test è risultato positivo al methandienone e allo stanozololo.

## Palmarès
| Anno | Manifestazione    | Sede              | Evento         | Risultato | Misura  | Note                          |
| ---- | ----------------- | ----------------- | -------------- | --------- | ------- | ----------------------------- |
| 1999 | Mondiali allievi  | Bydgoszcz         | Getto del peso | Argento   | 15,57 m | Miglior prestazione personale |
| 2000 | Mondiali juniores | Santiago del Cile | Getto del peso | Bronzo    | 16,40 m |                               |
| 2001 | Europei juniores  | Grosseto          | Getto del peso | Oro       | 16,92 m |                               |
| 2003 | Europei under 23  | Bydgoszcz         | Getto del peso | Oro       | 17,66 m |                               |
| 2003 | Universiadi       | Taegu             | Getto del peso | 5ª        | 16,82 m |                               |
| 2004 | Mondiali indoor   | Budapest          | Getto del peso | 9ª        | 18,34 m |                               |
| 2004 | Olimpiadi         | Atene             | Getto del peso | 4ª        | 18,96 m | [ 2 ]                         |
| 2005 | Mondiali          | Helsinki          | Getto del peso | 6ª        | 18,34 m | [ 3 ]                         |
| 2005 | Universiadi       | Smirne            | Getto del peso | Oro       | 18,86 m |                               |
| 2006 | Mondiali indoor   | Mosca             | Getto del peso | Oro       | 19,84 m | Miglior prestazione personale |
| 2006 | Europei           | Göteborg          | Getto del peso | Oro       | 19,43 m |                               |
| 2008 | Olimpiadi         | Pechino           | Getto del peso | dq        | dq      |                               |
| 2009 | Mondiali          | Berlino           | Getto del peso | dq        | dq      |                               |
| 2010 | Mondiali indoor   | Doha              | Getto del peso | Bronzo    | 20,42 m | Miglior prestazione personale |
| 2010 | Europei           | Barcellona        | Getto del peso | dq        | dq      |                               |
| 2011 | Mondiali          | Taegu             | Getto del peso | 9ª        | 18,47 m |                               |
| 2012 | Olimpiadi         | Londra            | Getto del peso | 11ª       | 18,42 m | Miglior prestazione personale |
| 2015 | Mondiali          | Pechino           | Getto del peso | 8ª        | 18,24 m |                               |